# ميخائيل باتريك أوكونور
ميخائيل باتريك أوكونور (بالإنجليزية: Michael Patrick O'Connor)‏ هو عالم آشوريات أمريكي، ولد في 1950 في لاكاوانا في الولايات المتحدة، وتوفي في 16 يونيو 2007 في سيلفر سبرينغز في الولايات المتحدة.